# Resolución 208 del Consejo de Seguridad de las Naciones Unidas
La resolución 208 del Consejo de Seguridad de las Naciones Unidas, adoptada sin votación el 10 de agosto de 1965, observó con lamento la muerte del Juez Abdel Hamid Badawi. El Consejo decidió entonces que en concordancia al Estatuto de la Corte la vacante resultante de la Corte Internacional de Justicia iba a ser resuelta por una elección por la Asamblea General que tendría lugar durante la vigésima reunión de este órgano.
La resolución fue adoptada sin votación.